# Piłkarz roku w Anglii (FWA)
Piłkarz roku w Anglii (FWA) (ang. Football Writers' Association Footballer of the Year) – coroczny plebiscyt na najlepszego piłkarza grającego w angielskiej Premier League. O wyniku plebiscytu decydują głosy oddane przez członków Stowarzyszenia Dziennikarzy Piłkarskich (ang. FWA - Football Writers' Association), w którym zrzeszono są około 400 dziennikarzy piłkarskich z całej Anglii. Nagroda została wszczęta z inicjatywy Charles Buchan, byłego piłkarza a potem dziennikarza, który był jednym z założycieli Stowarzyszenia.
Nagroda po raz pierwszy została wręczona po zakończeniu sezonu 1947/48, gdy zwycięzcą wybrano skrzydłowego Blackpool F.C. Stanley Matthews.

## Zwycięzcy
Tabela ta wskazuje również inne zdobyte nagrody w angielskiej piłce nożnej, czyli Stowarzyszenia Piłkarzy Zawodowych (ang. PPY - Professional Footballers' Association's Players' Player of the Year), kibiców (ang. FPY - Fans' Player of the Year) oraz Młodego Piłkarza Roku (ang. YPY - Young Player of the Year).
| Rok     |                   | Piłkarz               | Klub                         | Inny tytuł     | Uwagi |
| ------- | ----------------- | --------------------- | ---------------------------- | -------------- | ----- |
| 1947/48 | Anglia            | Stanley Matthews      | Blackpool                    |                |       |
| 1948/49 | Irlandia          | Johnny Carey          | Manchester United            |                | [ 1 ] |
| 1949/50 | Anglia            | Joe Mercer            | Arsenal                      |                |       |
| 1950/51 | Anglia            | Harry Johnston        | Blackpool                    |                |       |
| 1951/52 | Anglia            | Billy Wright          | Wolverhampton Wanderers      |                |       |
| 1952/53 | Anglia            | Nat Lofthouse         | Bolton Wanderers             |                |       |
| 1953/54 | Anglia            | Tom Finney            | Preston North End            |                |       |
| 1954/55 | Anglia            | Don Revie             | Manchester City              |                |       |
| 1955/56 | Niemcy            | Bert Trautmann        | Manchester City              |                |       |
| 1956/57 | Anglia            | Tom Finney            | Preston North End            |                | [ 2 ] |
| 1957/58 | Irlandia Północna | Danny Blanchflower    | Tottenham Hotspur            |                |       |
| 1958/59 | Anglia            | Syd Owen              | Luton Town                   |                |       |
| 1959/60 | Anglia            | Bill Slater           | Wolverhampton Wanderers      |                |       |
| 1960/61 | Irlandia Północna | Danny Blanchflower    | Tottenham Hotspur            |                |       |
| 1961/62 | Anglia            | Jimmy Adamson         | Burnley                      |                |       |
| 1962/63 | Anglia            | Stanley Matthews      | Stoke City                   |                | [ 3 ] |
| 1963/64 | Anglia            | Bobby Moore           | West Ham United              |                |       |
| 1964/65 | Szkocja           | Bobby Collins         | Leeds United                 |                |       |
| 1965/66 | Anglia            | Bobby Charlton        | Manchester United            |                |       |
| 1966/67 | Anglia            | Jack Charlton         | Leeds United                 |                |       |
| 1967/68 | Irlandia Północna | George Best           | Manchester United            |                |       |
| 1968/69 | Anglia · Szkocja  | Tony Book Dave Mackay | Manchester City Derby County |                |       |
| 1969/70 | Szkocja           | Billy Bremner         | Leeds United                 |                |       |
| 1970/71 | Szkocja           | Frank McLintock       | Arsenal                      |                |       |
| 1971/72 | Anglia            | Gordon Banks          | Stoke City                   |                |       |
| 1972/73 | Irlandia Północna | Pat Jennings          | Tottenham Hotspur            |                | [ 4 ] |
| 1973/74 | Anglia            | Ian Callaghan         | Liverpool                    |                |       |
| 1974/75 | Anglia            | Alan Mullery          | Fulham                       |                |       |
| 1975/76 | Anglia            | Kevin Keegan          | Liverpool                    |                |       |
| 1976/77 | Anglia            | Emlyn Hughes          | Liverpool                    |                |       |
| 1977/78 | Szkocja           | Kenny Burns           | Nottingham Forest            |                |       |
| 1978/79 | Szkocja           | Kenny Dalglish        | Liverpool                    |                |       |
| 1979/80 | Anglia            | Terry McDermott       | Liverpool                    | PPY            | [ 5 ] |
| 1980/81 | Holandia          | Frans Thijssen        | Ipswich Town                 |                |       |
| 1981/82 | Anglia            | Steve Perryman        | Tottenham Hotspur            |                |       |
| 1982/83 | Szkocja           | Kenny Dalglish        | Liverpool                    | PPY            |       |
| 1983/84 | Walia             | Ian Rush              | Liverpool                    | PPY            |       |
| 1984/85 | Walia             | Neville Southall      | Everton                      |                |       |
| 1985/86 | Anglia            | Gary Lineker          | Everton                      | PPY            |       |
| 1986/87 | Anglia            | Clive Allen           | Tottenham Hotspur            | PPY            |       |
| 1987/88 | Anglia            | John Barnes           | Liverpool                    | PPY            |       |
| 1988/89 | Szkocja           | Steve Nicol           | Liverpool                    |                |       |
| 1989/90 | Anglia            | John Barnes           | Liverpool                    |                |       |
| 1990/91 | Szkocja           | Gordon Strachan       | Leeds United                 |                |       |
| 1991/92 | Anglia            | Gary Lineker          | Tottenham Hotspur            |                |       |
| 1992/93 | Anglia            | Chris Waddle          | Sheffield Wednesday          |                |       |
| 1993/94 | Anglia            | Alan Shearer          | Blackburn Rovers             |                |       |
| 1994/95 | Niemcy            | Jürgen Klinsmann      | Tottenham Hotspur            |                |       |
| 1995/96 | Francja           | Éric Cantona          | Manchester United            |                |       |
| 1996/97 | Włochy            | Gianfranco Zola       | Chelsea                      |                |       |
| 1997/98 | Holandia          | Dennis Bergkamp       | Arsenal                      | PPY            |       |
| 1998/99 | Francja           | David Ginola          | Tottenham Hotspur            | PPY            |       |
| 1999/00 | Irlandia          | Roy Keane             | Manchester United            | PPY            |       |
| 2000/01 | Anglia            | Teddy Sheringham      | Manchester United            | PPY            |       |
| 2001/02 | Francja           | Robert Pirès          | Arsenal                      |                |       |
| 2002/03 | Francja           | Thierry Henry         | Arsenal                      | PPY, FPY       |       |
| 2003/04 | Francja           | Thierry Henry         | Arsenal                      | PPY, FPY       | [ 6 ] |
| 2004/05 | Anglia            | Frank Lampard         | Chelsea                      | FPY            |       |
| 2005/06 | Francja           | Thierry Henry         | Arsenal                      |                | [ 7 ] |
| 2006/07 | Portugalia        | Cristiano Ronaldo     | Manchester United            | PPY, FPY, YPY  | [ 8 ] |
| 2007/08 | Portugalia        | Cristiano Ronaldo     | Manchester United            | PPY, FPY       |       |
| 2008/09 | Anglia            | Steven Gerrard        | Liverpool                    | FPY            |       |
| 2009/10 | Anglia            | Wayne Rooney          | Manchester United            | PPY            |       |
| 2010/11 | Anglia            | Scott Parker          | West Ham United              |                |       |
| 2011/12 | Holandia          | Robin van Persie      | Arsenal                      | PPY, FPY       |       |
| 2012/13 | Walia             | Gareth Bale           | Tottenham Hotspur            | PPY, YPY       |       |
| 2013/14 | Urugwaj           | Luis Suárez           | Liverpool                    | PPY, FSF       |       |
| 2014/15 | Belgia            | Eden Hazard           | Chelsea                      | PPY            |       |
| 2015/16 | Anglia            | Jamie Vardy           | Leicester City               |                |       |
| 2016/17 | Francja           | N’Golo Kanté          | Chelsea                      | PPY            |       |
| 2017/18 | Egipt             | Mohamed Salah         | Liverpool                    | PPY, FPY, FSF  |       |
| 2018/19 | Anglia            | Raheem Sterling       | Manchester City              | YPY            |       |
| 2019/20 | Anglia            | Jordan Henderson      | Liverpool                    |                |       |
| 2020/21 | Portugalia        | Rúben Dias            | Manchester City              | FPY            |       |
| 2021/22 | Egipt             | Mohamed Salah         | Liverpool                    | PPY, FPY       |       |
| 2022/23 | Norwegia          | Erling Haaland        | Manchester City              | PPY, PPS, PYPS |       |
| 2023/24 | Anglia            | Phil Foden            | Manchester City              |                |       |

## Inne
- Piłkarz roku w Anglii (PFA)